# Mitografowie
Mitografowie (stgr. μυθογράφοι od μύθος mýthos – bajka, γράφω gráphō – piszę) – w starożytności grecko-rzymskiej (klasycznej) badacze i literaci zajmujący się zbiorczym opisywaniem, porządkowaniem i tłumaczeniem mitów.
Zawodem mitografa, jaki wykształcił się w starożytnej Grecji, było prozatorskie oddanie mitów znanych z poezji epickiej, a uważanych ówcześnie za historyczny przekaz najodleglejszej przeszłości. W tym znaczeniu mitograf stanowił połączenie filologa z historykiem, a jego prace miały charakter utworów historyczno–literackich. W twórczości swej mitografowie usiłowali w sposób naukowy opisać i pogodzić ze sobą częstokroć sprzeczne poetyckie wersje mitów. Do ustalania chronologii wydarzeń służyły dostępne genealogie postaci mitycznych. Główny udział w tym gatunku twórczym przypada Grekom, u których mitografia rozwija się w VI stuleciu p.n.e. 

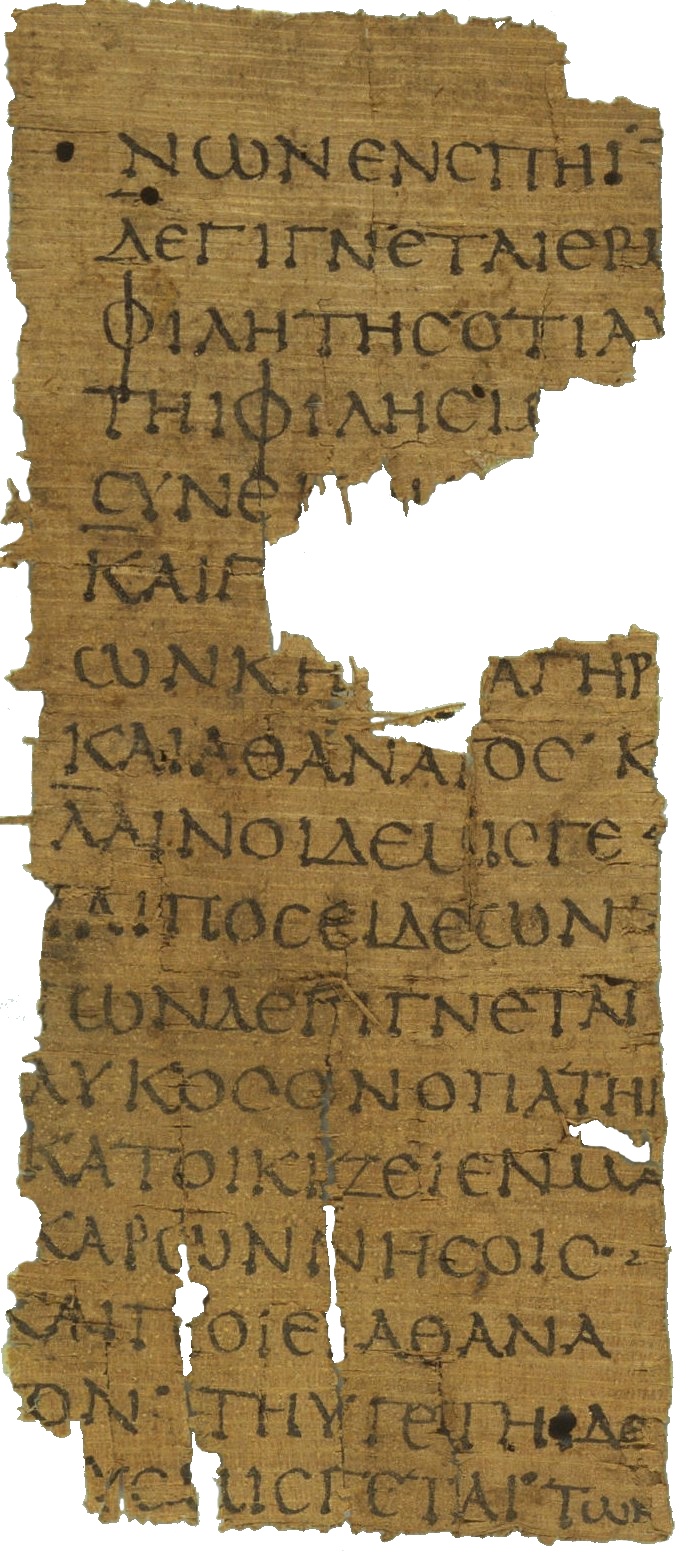
Papirus z fragmentem utworu Hellanikosa z Lesbos (I wiek n.e.)

Do najwcześniejszych przedstawicieli zalicza się Hezjoda jako twórcę eposów Narodziny bogów (Theogonia) i Katalog niewiast (Eoie), oraz jego naśladowców. Jako szczególna wyróżnia się tu grupa logografów jońskich z końca VI i początków V wieku p.n.e., którzy w twórczości swej zasadniczo nie oddzielali jeszcze mitu od historii. Należą do nich m.in. Hekatajos z Miletu z dziełem Genealogiai, Ferekydes z Syros (autor Heptamychos lub Pentemychos), Akusilaos z Argos, Ferekydes z Aten (autor Historiai) i ostatni z nich – Hellanikos z Lesbos (II poł. V w. p.n.e.).
W IV wieku p.n.e. mity wykorzystywane w tragediach opracowywali Asklepiades z Tragilos, Sycylijczyk Dikajarchos (autor Bios Hellados) i Filochoros. W zbiorze zachowanym pod imieniem Palafajtosa podjęto po raz pierwszy próbę racjonalistycznej interpretacji mitów. Wiadomo, że z cyklu epickiego sporządzano prozatorskie wyciągi (znane później np. z Proklosa), pod których wpływem powstała chronologistyczna tzw. Tabula Iliaca. Podobny zbiór mitów ułożyli Dionizjos Skytobrachion (w Aleksandrii, III w. p.n.e.) i Dionizjos z Samos. Kompendium takich prac stanowi swoisty podręcznik mitologii znany jako Biblioteka Ateńczyka Apollodora (Pseudo-Apollodora); z podobnego źródła korzystał Diodor Sycylijski (uznający mity za część historii) czy aleksandryjscy gramatycy (Zenodot z Efezu, Arystarch z Samotraki), dzięki którym różne interpretacje mitów znalazły się też w scholiach.
Od okresu hellenistycznego bogate treści mitograficzne zawierano w pracach filologicznych i antykwarycznych. Znaczny udział miał w tym działający w Aleksandrii Ptolemeuszów Kallimach z Cyreny, zajmujący się mitografią rodzimą w dziełach poetyckich (Aitia) i prozatorskich, oraz zajmujący się dziejami obcych – Berossos i Filon z Byblos. Odrębny wkład koncepcyjno-ideowy w mitografię Greków wnosi Sycylijczyk Euhemer w III/II w. p.n.e.
Poza zbiorami powstawały tematyczne monografie – np. Herodorosa (poświęcona Heraklesowi) czy Hegezjanaksa (o wojnie trojańskiej), mityczne opowieści miłosne (Erotika pathemata) Partheniosa z Nikai (I w. p.n.e.) czy podania o mitycznych przemianach (Metamorphoseis) Antoninusa Liberalisa (II w. n.e.), jak również pochodzący z czasów Augusta zbiór Konona (Diegesis). Do najpóźniejszych utworów mitografii greckojęzycznej należy Chrestomathia Proklosa (V wiek); za ostatniego w szeregu tych mitografów uznać należy średniowiecznego Jana Tzetzesa (XII w.).   
W literaturze łacińskiej dorobek mitografów, korzystających zresztą w znacznej mierze z osiągnięć Greków, przedstawia się znacznie skromniej. Rzymianie od III w. p.n.e. zapoznawali się z mitami greckimi w opracowaniu literackim. Z utworów wcześniejszej mitografii korzystał niewątpliwie Owidiusz; sporo materiału mitograficznego zawarto w komentarzach do utworów Wergiliusza. W czasach Nerona swój wkład wnosi filozof Kornutus (De natura deorum). Późniejsze przekazy z Owidiusza zawdzięczać należy Laktancjuszowi Placidusowi (Argumenta Metamorphoseon Ovidii). Spośród liczących się rzymskich mitografów należy wymienić w II w. n.e. erudytę Gajusza Hyginusa, autora Fabulae, oraz pod koniec V wieku – Fulgencjusza z jego Mitologiae.
Prozatorskie kompendia późniejszej mitografii antycznej przetrwały zachowane dość licznie w manuskryptach średniowiecznych. Ze średniowiecza pochodzą też trzy zbiory mitów znane jako Mythographi Vaticani, które choć powstałe w IX-X wieku, zawierają wiele wcześniejszego materiału.